# Kokotsha
Kokotsha – wieś w Botswanie w dystrykcie Kgalagadi. Według spisu ludności z 2001 roku wieś liczyła 1021 mieszkańców.